# Cuevas de la Lluera
Las cuevas de la Lluera son dos cavidades naturales de pequeñas dimensiones (a veces se utiliza la denominación cueva de la Lluera para la principal, obviando la pequeña, y desde el punto de vista arqueológico cueva de la Lluera I y cueva de la Lluera II). Contienen representaciones prehistóricas del Paleolítico, que se encuentran en la parroquia de San Juan de Priorio, en el municipio de Oviedo, Asturias (España). También se han encontrado restos arqueológicos de época Solutrense (21 000 a 17 000 AP) y del Magdaleniense Superior final. Los primeros asociados con parte de los grabados.

## Descripción
La cueva principal fue descubierta en 1979 y consiste en dos cortas galerías que se unen por el interior y comparten una misma boca orientada al sursureste y contiene una serie de grabados, concentrados en la galería occidental, la más amplia, iniciándose en el porche y penetrando unos cinco metros hacia el interior.
Las representaciones comienzan en la pared oeste del pórtico con la de un caballo solitario. Progresando hacia la galería hallamos la representación de un uro o gran bóvido, un caballo, una cierva y un macho cabrío. Este conjunto, obra de un mismo momento, destacan otras figuras inacabadas de animales.
Ya en el interior de la galería, y en zona de menor iluminación, una concavidad bautizada como la Gran Hornacina reúne el repertorio figurativo más elaborado y sugestivo de la caverna. Frente a la confusión de lo precedente, aquí reina el orden en un bestiario dominado por la fórmula característica caballo-bóvido. Dos uros, la indicación del sexo es notable en ambos, se disponen inclinados de derecha a izquierda con la cabeza orientada hacia el exterior de la cavidad. Ambas figuras están completas, con las cabezas extendidas hacia delante como una prolongación de los cuerpos poderosos apoyados en cortas patas. Algún bóvido más, caballos incompletos, algunas ciervas, bisontes forman parte también del contenido de esta zona.
En la pared oriental, en el denominado Friso Anterior, dos grandes ciervas, una de las cuales se acerca al metro y medio de longitud, fragmentos de figuras inacabadas, etc. En el Friso Medio aparecen, entre otros, unas ciervas y un macho cabrío. En la Pequeña Hornacina, dos animales que podrían ser mamuts.
Cincuenta metros aguas arriba se abre otra pequeña cueva, cuyos muros acogen una quincena de figuras geométricas realizadas con la misma técnica que en la anterior, aparece el triángulo sexual femenino.
Estas cuevas podrían haber actuado como santuarios exteriores complementarios, resultando de la suma de los contenidos artísticos de ambos, figurativismo en la primera y abstracción en la segunda, el modelo iconográfico característico de las fases de madurez del arte rupestre paleolítico.

## Acceso
Se llega por la carretera de Grado-Oviedo (N-634), tomando la desviación hacia Las Caldas y a la derecha por la AS-322 desde la que se asciende a San Juan de Priorio.